# Pietro del Pò

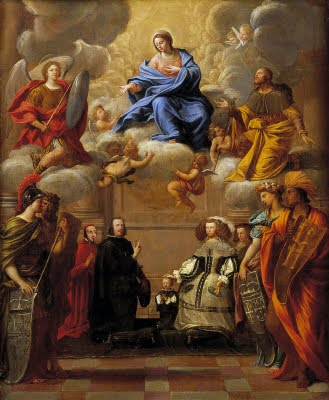
Apoteosi della Vergine con la famiglia di Filippo IV, a Toledo (dentro la Cattedrale).

Pietro Del Po (Palermo, 1610 – Napoli, 22 luglio 1692) è stato un pittore e incisore italiano del periodo barocco.

## Biografia e opere
Pietro Del Po, o del Pò come appare talvolta nella variabile grafia dell'epoca, palermitano di nascita, fu uno dei maggiori pittori, ma soprattutto incisori, siciliani del periodo barocco.

Lasciò presto la Sicilia e si trasferì a Roma dove fu preso presso lo studio del Domenichino. Il pittore emiliano gli aprì le porte dei palazzi e le chiese romani che gli chiedevano continuamente lavori d'affresco e su tela. Il Domenichino, che proveniva dalla scuola dei Carracci, lo istradò verso il gusto classicista che il del Po seguì durante tutto il corso della sua carriera.
Fu amico di Carlo Cesi e iscritto, dal 1650 all'Accademia di San Luca, di cui divenne anche principe dopo la morte di Orfeo Boselli, perché considerato un buon disegnatore. Gli accademici, come ci riferisce Leone Pascoli nella su Vita inserita nel tomo Vite de' pittori, scultori, ed architetti moderni:
(Leone Pascoli, Vita di Pietro del Po, p. 96)
Lavorò nella Chiesa di Santa Maria di Costantinopoli, a Roma, dove dipinse una tela con San Leone. Mentre a Napoli, dove si trasferì nel 1670, è ricordato per le tele con la Vita di Cristo della Chiesa di Santa Barbara dei Marinai mentre due angeli a fresco si trovano nella Cappella di San Giuseppe della Chiesa dei Girolamini, accanto agli affreschi del figlio Giacomo del Pò. Altre tele, provenienti dalla Cappella Palatina di Castel Nuovo sono oggi visibili nella, un'altra con Gesù e i dottori nella Chiesa di Santa Maria Regina Coeli.
Vista la sua amicizia con l'Ambasciatore spagnolo a Roma, questo suo protettore gli comprò alcuni quadri che furono inviati in Spagna, una sua tela si trova nella Cattedrale di Toledo.
Fu anche un buon incisore, Cesare Malvasia nella sua Felsina pittrice cita una Pietà di Annibale Carracci da lui «intagliata egregiamente», mentre Luigi Lanzi nella sua Storia pittorica dell'Italia dice che fu «incisor buono, e più per quest'arte che per pittor cognito in Roma».
Pietro del Po ebbe due figli: Giacomo e Teresa, ambedue pittori. Giacomo fu il più famoso, anche più del padre, e Teresa che fu nota per le incisioni e le miniature. Tutti e tre furono ammessi nell'Accademia di San Luca, a riprova della loro importanza nell'ambiente romano, e poi napoletano, in questo scorcio di secolo.
Fra i suoi allievi, oltre i figli, ebbe Giacinto Calandrucci palermitano, Giovanni Battista Benaschi torinese e Pietro Aquila pittore e incisore di Marsala.